# Чарли Гарсия
Карлос Альберто Гарсия Морено Ланге (исп. Carlos Alberto García Moreno Lange, более известный под своим сценическим именем Charly García; род. 23 октября 1951, Буэнос-Айрес) — музыкант-мультиинструменталист, один из самых известных аргентинских рок-музыкантов, продюсеров, композиторов. Входил в такие группы как Sui Géneris, PorSuiGieco, La Máquina de Hacer Pájaros, Billy Bond and the Jets и Serú Girán. Личность и музыкальный стиль Чарли был определяющим для многих поколений, сменяющих друг друга, особенно для молодых людей, подростков: все песни из его первых двух альбомов (с Sui Generis), а также другие с его последующими группами и в его сольной карьере стали гимнами, которые поют на протяжении поколений, и являются частью национального культурного ландшафта.

## История

### Начало
Он был первым ребёнком в своей семье, жившей в районе Caballito Буэнос-Айреса. Его отец Карлос работал учителем физики и математики, а мать Кармен Морено вела на радио музыкальные программы, в основном фольклорной направленности. Так Чарли начал знакомиться с музыкой, слушая пластинки, которые его мать приносила с работы.
Музыкальные наклонности Карлоса-младшего стали обнаруживаться, когда отец подарил ему игрушечное пианино, на котором мальчик довольно быстро стал сочинять собственные мелодии, удивляя своих родителей тем, что этот трёхлетний ребёнок так музыкально одарён. Однажды, они пришли в гости к своим соседям, у которых было настоящее пианино, и посадили маленького Карлитоса за инструмент. Он начал играть так, будто уже до этого упражнялся в игре по меньшей мере несколько месяцев. Они поняли, что это, несомненно, гений.
Он продолжал самостоятельно обучаться любимому делу до 1956 года, когда его записали в Conservatorio Thibaud Piazzini, где он начал музыкальное обучение со своей строгой преподавательницей Хулиетой Сандоваль (Julieta Sandoval).
В пять с небольшим лет он уже начал исполнять классическую музыку — Моцарт, Шопен, Бах. С двенадцати лет он стал учить также теорию музыки и сольфеджио.
В течение этого периода, в котором чередовались занятия обычной начальной школы с уроками музыки и длительные музыкальные упражнения на рояле, Чарли начал пробовать сочинять собственную музыку (в классическом стиле) и даже выступал на некоторых сборных концертах.
Был один случай, повлиявший на закаливание характера и личности малыша Карлоса — в то время его родители одни отправились в путешествие по Европе, и в это время он почувствовал себя совершенно и безвозвратно брошенным ребёнком (последствия этого нервного потрясения видны до сих пор — белое пятно на лице, и, как следствие, его знаменитые «двухцветные усы»).
Очень ранимый и чувствительный, он совершенно погрузился в музыку и игру на пианино, совершенствуя своё природное мастерство.
Когда родители вернулись из своего путешествия по Европе, финансовое положение семьи было не самым блестящим. Тогда Кармен устроилась на радио вести весьма успешную программу «Folklorísimo», в которую часто приходили гости — звёзды фольклора, очень популярного тогда. Всем им Кармен рекомендовала своего сына как блестящего пианиста. Такие гранды как Ариэль Рамирес и Мерседес Соса послушали его музыку, встречались с ним, и были ошеломлены таким молодым и несомненным талантом. Все эти люди, среди которых были и известные преподаватели музыки, побуждали Чарли продолжать заниматься музыкой и создавать свои прекрасные мелодии.
Помимо страсти к музыке, в то время, Чарли увлекался греческой мифологией, космосом, динозаврами, что не очень часто случается с детьми его возраста. Свой богатый внутренний мир являлся его убежищем от всей жестокости, которая окружала его в «жестоком внешнем мире», включая жёсткий регламентированный режим, являющийся частью его музыкального образования.
Когда Чарли было восемь лет, к ним домой пригласили фольклорного музыканта Эдуардо Фалу (Eduardo Falú), чтобы он посмотрел на юное дарование. Музыкант уже был готов сыграть вместе с мальчиком, но Чарли сказал, что у музыканта фальшивит пятая струна. После нескольких домашних репетиций стало ясно, что у Чарли абсолютный слух.
Спустя несколько лет его жизнь радикально изменилась: это были the Beatles, те, услышав кого Чарли навсегда поменял своё классическое образование на желание отныне играть только рок’н’ролл.
Тогда же он познакомился с музыкой Rolling Stones, Боба Дилана, Byrds, The Who и других.
Чарли Гарсия посещал занятия в Общественном Военном Институте — Instituto Social Militar Dr. Dámaso Centeno — одном из колледжей квартала Caballito. Обычно он сбегал с занятий в актовый зал, туда, где стоял рояль. Тогда он образовал свою первую группу To Walk Spanish, для тех, кто занимается тем, чем заниматься не хотел бы, вместе с Juan Carlos Bellia. Группа исполняла кавер-версии песен Джимми Хендрикса, Rolling Stones, The Byrds.
Потом, в средней школе, он познакомился с Нито Местре, у которого также была своя группа с Карлосом Пьегари — The Century Indignation. Они объединились и образовали группу Sui Géneris, совместно с Алехандро «Pipi» Корреа и Альберто Родригесом. Их стиль напоминал Vanilla Fudge и Procol Harum.
Когда группа была готова выступать, Чарли пришла повестка на военную службу. На втором месяце службы Чарли оскорбил офицера и, в качестве наказания, был сослан на холодный юг Аргентины. Благодаря связям своей матери, он избежал этого и служил в Campo de Mayo.
Некоторое время спустя, Чарли оказался в военном госпитале, где начал стимулировать биение сердца капсулой амфетаминов, которые дала ему его мать (сильная доза спровоцировала сердечный приступ). Однажды долгой ночью, когда Чарли думал, что скоро попрощается с этой жизнью, держа в руках несколько прописанных ему таблеток, он за несколько минут сочинил песню Canción para mi muerte («Песня на мою смерть»), ставшую первым хитом группы Sui Generis, и вышедшую в альбоме «Жизнь» («Vida»). Его отчаянье было так велико, что он стал совершать странные поступки, например, однажды пошёл на прогулку, взяв с собой в кресле-каталке труп. Психиатрическое исследование выявило маниакально-депрессивную шизофрению. Из-за этого Чарли был уволен из рядов войск.
После возвращения, Чарли вернулся в группу, которую оставили все участники, кроме Нито.
В этот период он знакомится с Марией Росой Иорио (María Rosa Yorio), которая разделяла его любовь к музыке. Вскоре у них появляется сын Мигель Анхель (Miguel Ángel). С 1995 года, после ссоры с матерью, он меняет имя с «Carlos Alberto García Moreno» на «Carlos Alberto García Lange» (Lange — девичья фамилия его бабушки по отцу).

### От «Sui Generis» до «La máquina»
После распада Sui Generis в жизни Чарли многое изменилось. Почти сразу после рождения сына он разошёлся с женой, которая ушла к его лучшему другу Нито. Вскоре его девушкой становится Marisa «Zoca» Pederneiras, бразильская танцовщица.
Продолжая свои музыкальные поиски, Гарсия хотел создать «симфоническую рок-группу». Ей стала «La Máquina de Hacer Pájaros» (Машина, производящая птиц).
Группа записала два альбома: «La Máquina de Hacer Pájaros» (1976) и «Películas» («Фильмы», 1977) . Некоторые песни в «Películas» имели политическую направленность и содержали критику существующего тогда военного правительства, когда Президентом был диктатор Хорхе Рафаэль Видела, на время правления которого пришёлся очередной расцвет репрессий, цензуры, похищений людей.
Слишком большие амбиции и сложная музыкальная структура, вероятно, стали причинами, по которым группа не смогла стать популярной.
Последним выступлением группы стал их выход на сцену на фестивале «Festival del amor» — концерт, который был издан только три года спустя как «Música del alma» (Музыка души). После концерта Чарли и Мариса решают уехать в Сан-Паулу, Бразилия.

### Сан-Паулу. Появление Serú Girán
В Сан-Паулу Чарли встретился с родителями Марисы. Они, будучи людьми творческими, были очарованы Чарли.
Несмотря на относительный успех Sui Generis, музыкант был крайне стеснён в средствах. Обосновавшись в Бразилии, они жили в гармонии с природой, ловя рыбу и собирая фрукты.
Вскоре к ним присоединился Давид Лебон, аргентинский музыкант и друг Sui Generis. Встретив нового коллегу-музыканта, Чарли снова начал играть. Зарождался новый музыкальный коллектив и, уже по пути в Буэнос-Айрес, он начал искать тех, кто смог бы войти в его новую группу.
Чарли нуждался в басисте и барабанщике. Ударником стал Оскар Моро, его бывший коллега по «La Maquina», а басистом — девятнадцатилетний Педро Аснар.
В условиях крайней нехватки материальных средств, группа подписала не самый выгодный по срокам контракт с одной из продакшн-компаний. Получив достаточно средств, все участники возвращаются в Бразилию, чтобы записать первый альбом. Группа выбрала название Serú Girán, что является бессмысленной комбинацией слов, придуманной Чарли и одобренной остальными участниками группы. Дебютный альбом также получил название «Serú Girán».
Их первый концерт в Буэнос-Айресе на Arena Obras Sanitarias снова был обозначен как «Чарли Гарсия… и Serú Girán», из-за контрактных обязательств. После того, однако, слова «Чарли Гарсия» больше не появились на афишах — группа называлась просто Serú Girán. Первый концерт прошёл не очень удачно, люди ждали возвращения Sui Generis, которые сильно отличались от нынешней группы, акцент в которой ставился на мощную бас-гитару Аснара и подчёркнутую эстетичность и поэтичность лирики.
Публика же требовала старых песен. В 1978 музыка диско была очень популярна в Аргентине и группа в шутку исполнила песню Disco Shock, чем вызвала возмущение общественности.
На следующий день пресса назвала Serú Girán худшей группой Аргентины, и заявила, что голос Давида Лебона кажется им «гомосексуальным». Отношения группы со СМИ трудно было назвать хорошими. Один из номеров Gente (очень популярный журнал) содержал весьма пренебрежительную статью, озаглавленную «Charly García: ¿Ídolo o qué?» («Идол или что?»).
Несмотря на столь прохладный приём, Serú Girán продолжали упорствовать и давать концерты, стараясь собрать собственную аудиторию.
Обложка следующего альбома Serú Girán — «La grasa de las capitales» (как, впрочем и сам альбом) была пародией на обложку журнала Gente. Общественность приняла альбом достаточно хорошо, и группа начала выступать на более больших площадках, улучшать своё шоу. В конце концов, пресса тоже начала менять гнев на милость, помогая развиваться роману между Serú Girán и публикой.
Следующая LP называлась Bicicleta (Велосипед) — так Чарли хотел назвать свою группу, но другие участники отвергли это название. Звучание группы стало более зрелым и сильным.
В 1979 Чарли чуть не попал в тюрьму из-за текста одной из песен, в которой увидели излишнюю прямолинейность и ясность. Музыка как раз стала очень политизированной, и, чтобы избежать цензурирования и проблем с властями, музыканты наоборот, старались прятать и скрывать опасные аналогии. Но, всегда находились те, кто находил это сообщение, оставленное музыкантами между строк песен.
«Canción de Alicia en el país» — «Песня Алисы в Стране», которая вызвала довольно однозначные аналогии между сказкой Льюиса Кэрролла (Алиса в Стране Чудес) и существующим в стране режимом военной диктатуры. В частности, там есть такие слова: «Te vas a ir, vas a salir pero te quedas. ¿Dónde más vas a ir? Y es que aquí, sabés, […] el asesino te asesina y es mucho para ti. […] Se acabó ese juego que te hacía feliz».
(«Собираешься уйти, собираешься скрыться, но остаёшься. Куда ещё ты можешь пойти? Дело в том, что здесь, знай, убийца тебя убивает, и для тебя это уж слишком. Кончена эта игра, которая делала тебя счастливой»). Кроме того, обращение «su señoría el Rey de Espadas» (Ваше Высочество, Король Пик (исп. Король Шпаг) указывает также на правящую военную хунту.
«Encuentro con el diablo» — «Встреча с Дьяволом» — песня, явно намекающая на встречу группы с Albano Harguindeguy (Министр внутренних дел), который имел прозвище «Дьявол». Он встречался со многими творческими людьми, навязывая им необходимость либо демонстрировать лояльность режиму, либо покинуть страну (причина, по которой многие уехали тогда из Аргентины).
К группе пришёл и коммерческий успех. Поклонники считали, что музыка Чарли в Serú Girán — наиболее успешное воплощение его таланта. Serú Girán окрестили «аргентинскими The Beatles». Хотя позже Девид Лебон говорил, что они всё же больше походили на Procol Harum чем на Beatles. Легендарный и «золотой» состав группы, это: Лебон, Гарсия, Аснар и Моро. После успеха Serú Girán аргентинский рок перестал быть маргинальным, стали появляться всё новые и новые группы.
Луис Альберто «El Flaco» Спинетта тоже был аргентинской рок-звездой того времени. Его первая группа, Almendra, также была одной из первых в аргентинском роке, образовавшись даже раньше Sui Generis. Сейчас же он имел уже другую группу — Spinetta Jade. Вероятно из-за того, что стиль его музыки был мрачнее, сложнее и даже несколько психоделичней, Спинетта не был настолько популярен в обществе, как Чарли. Из-за этого их часто считали врагами. Оба музыканта разрушили этот миф 13 сентября 1980 года, когда их группы вместе выступили на одном из величайших рок-концертов Аргентины.
Патрисия Переа, журналистка из журнала El Expreso Imaginario не являлась поклонницей группы, и в одном из номеров появилась критическая статья в адрес Serú Girán, после того, как они отыграли концерт в родном городе Патрисии — Кордове. Serú Girán взяли реванш у сеньоры Переа — их следующая пластинка «Peperina» и одноимённая песня с неё содержали намёки на журналистку (в Кордове по традиции мате смешивали с мятной травой «menta peperina», также используемой как чай).
Сам альбом высоко ценится поклонниками группы и считается одной из вершин их творчества.
Одна из песен в альбоме Peperina называется «Llorando en el espejo» («Плачущий в зеркале»), и содержит фразу: La línea blanca se terminó/no hay señales en tus ojos y estoy/llorando en el espejo…" («Белая линия оборвалась/В твоих глазах нет знаков, и я/плачу в зеркале…»). Грустная мелодия, слёзы, зеркало, белая дорожка — всё это, казалось, говорит о тяге к кокаину. Однако в то время, на эту аналогию ещё никто не обратил внимания.
Помимо прочего, в Peperina был и политический смысл. Песня «José Mercado» («Рынок Хосе», но в данном случае, вероятно, Меркадо употребляется и в качестве «говорящей фамилии») — прямая отсылка к José Martínez de Hoz — министру экономики. Слова «José Mercado compra todo importado (…) / José es licenciado en economía, pasa la vida comprando porquerías» («Хосе Меркадо покупает только импортное (…) / У Хосе экономическое образование, он проводит жизнь, покупая всякую дрянь») иронизируют по поводу слишком либеральной экономики Аргентины и засилья импортных товаров, часто очень низкого качества.
1981 год стал одним из самых удачных для группы в плане концертной деятельности. В 2000 году, один из поклонников Serú Girán обнаружил записи на магнитную ленту одного из концертов декабря 1981-го в Teatro Coliseo и передал их ударнику Оскару Моро, и которые в 2000-м же году были изданы как CD «Yo no quiero volverme tan loco».
В начале 1982-го Педро Аснар уехал в США, чтобы учиться в Музыкальном Колледже Berklee, и поэтому покинул группу. (Часто ошибочно считают, что он ушёл из группы ради того, чтобы присоединиться к коллективу Pat Metheny (Патрика Мэтини), одного из его любимых музыкантов. На самом деле, Педро присоединился к ним лишь спустя год после своего приезда в США, в 1983).
В марте 1982, Serú Girán вернулись в Obras Sanitarias, чтобы попрощаться с Педро Аснаром и провести очень успешный концерт, который был издан в том же году как No llores por mí, Argentina («Не плачь по мне, Аргентина», не путать с одноимённой песней из мюзикла «Эвита»). Первое время, группа считала, что гитарные партии Педро сможет заменить Давид, но между ним и Чарли появились творческие разногласия, осложняемые отсутствием Педро. Всё изменилось и уже не могло быть так, как было раньше. Оба музыканта решили, что они достаточно созрели для начала сольной карьеры.

### Сольная карьера
В 1982, после войны за Фолклендские (Мальвинские) острова, военная власть в Аргентине утратила своё влияние, последовал социальный взрыв, ослабление цензуры, смягчение режима.
Чарли Гарсия дебютировал как солист с LP пластинкой «Pubis angelical» («Лоно Ангела»), ставшего и саундтреком одноимённого фильма, и сильным альбомом «Yendo de la cama al living» («Идя из кровати в гостиную»). Четыре песни из этого альбома имели историческое значение:
1. No bombardeen Buenos Aires («Не бомбите Буэнос-Айрес») показала панику, пережитую жителями города в течение войны; в песне критикуются действия армии, а также генерала и диктатора Аргентины Леопольдо Галтьери.
2. Yendo de la cama al living («Из кровати — в гостиную» — символ физического ограничения пространства, метафорично означающий ограничение пространства для свободомыслия в стране.)
3. Inconsciente colectivo («Общество без сознания, массовая бессознательность») стала ободряющим и обнадёживающим сообщением подавленным жителям Аргентины.
4. Yo no quiero volverme tan loco («Я не хочу так сходить с ума») — песня о духе свободы и юношеского бунтарства.
В 1983 Чарли записал пластинку «Modern Clix», отличающуюся от всего, что записывалось в Аргентинском роке ранее. Это был качественный рок, под который, в то же время, можно было танцевать. Мощнейшие социальные посылы содержали такие песни как «Plateado sobre plateado (huellas en el mar)», «Nos siguen pegando abajo» и «Los dinosaurios», ставшая одной из «визитных карточек» Чарли.
Затем в страну пришла демократия. В 1984 году Чарли даёт много концертов, выпускает ещё одну пластинку «Piano Bar» и ещё один саундтрек (Terapia intensiva — «Интенсивная терапия»).
Однако в этом году на музыканте начинает сказываться злоупотребление им наркотическими веществами (в частности, кокаином) — он становится более грубым, капризным, труднее в общении. Изменения в личности не могли не сказаться и на музыке, которая становится яростней и агрессивнее (особенно по сравнению со спокойным стилем Sui Generis). «Demoliendo hoteles» (Уничтожая отели) — песня, название которой перекликается с реальным случаем, когда Чарли разгромил гостиничный номер из-за того, что ему не понравилось оформление.
В те годы группа Гарсии включала многих из будущих звёзд Аргентины — Андрес Каламаро, Фито Паэс, Pablo Guyot, Willy Iturri, Alfredo Toth и Фабиана Кантило.

### 1985—1989
Альбом «Piano Bar» стал довольно успешным и Чарли взял передышку. В 1985-м он случайно встретился в Нью-Йорке с Педро Азнаром, и, воспользовавшись случаем, они записали диск Tango. Это были дни отдыха и спокойствия для Чарли после стольких дней напряжения и агрессии. На диске были интересные вещи, но коммерческого успеха он не добился, в основном по причине ограниченного издания.
В 1987 году Гарсия вернулся с диском Parte de la Religión («Часть религии»). Диск получился успешным, многие песни с него стали хитами. Песни No voy en tren («Не поеду поездом») и Necesito tu amor («Мне нужна твоя любовь») как нельзя лучше демонстрируют раздвоенность Чарли — в первой говорится: No necesito a nadie a nadie alrededor («Мне никто, никто не нужен рядом»), тогда как во второй звучит — Yo necesito tu amor/tu amor me salva y me sirve («Мне нужна твоя любовь/твоя любовь меня спасает и помогает мне»). На диске также есть песня Rezo por vos («Молюсь за тебя») — часть проекта с Луисом Альберто Спинеттой, который так никогда и не был закончен.
В личной жизни Чарли, после десяти лет, прожитых с Марисой, его связи с другими женщинами принесли много проблем в их семью. Они продолжали жить вместе, но их отношения не были прежними.
В 1988 Чарли дебютировал в кино в роли врача — Lo que vendrá («Что получится»), музыку к фильмы тоже написал он. «Lo que vendrá» — первый аргентинский фильм, снятый с помощью системы стедикам (steadicam).
В этом же году в Буэнос-Айресе проходил фестиваль Amnesty International festival. Среди выступавших были: Peter Gabriel, Bruce Springsteen, Sting, Charly García and León Gieco.
В 1989 выходит новый альбом Чарли «Cómo conseguir chicas», который сам музыкант описал как «просто куча песен, которые раньше никогда не выходили».
Отец Чарли всегда говорил ему, «Никогда не пиши стихов для человека, если не хочешь, чтобы он кинул тебя». Во времена Serú Girán его друг Девид Лебон говорил ему примерно то же самое: «Если любишь женщину — не сочиняй для неё песню, иначе она непременно бросит тебя».
Первая англоязычная песня Чарли называлась «Shisyastawuman» (эрратив фразы «She’s just a woman») и посвящена тогдашней девушке Гарсия, которая действительно бросила его после того, как услышала песню.
В этом альбоме Чарли снова выпустил песню, посвящённую женщине — «Zocacola», так как прозвище Марисы было Zoca. Через пару месяцев она ушла.
Гарсия изменился. Даже физически он выглядел старше. Музыка стала более мрачной и близкой к панк-року, грубая «No toquen» («Не трогайте»), депрессивная «No me verás en el subte» («Ты не увидишь меня в метро»). Наступали трудные времена.
Для международного турне 1989/1990 Гарсия собрал новую группу с Hilda Lizarazu, которую он называл «Первая Леди». Но она, вскоре поссорившись с Чарли, покинула группу.

### 1990—1993 Крайности
В 1990 у Чарли было много идей и ни одной группы. Один из его музыкантов — Fabián "Zorrito" Von Quintiero — ушёл в группу «Los ratones paranoicos» (Мыши-параноики). Hilda Lizarazu и Carlos García López образовали свою группу Man Ray. Чарли остался один. Для записи своего нового диска «Filosofía barata y zapatos de goma» («Дешёвая философия и резиновые сапоги») он позвал всех своих старых друзей и музыкантов, всегда помогавших ему с записью. Среди принявших участие в работе над диском такие музыканты как Andrés Calamaro, Rinaldo Rafanelli, Fabiana Cantilo, Nito Mestre, Pedro Aznar, Fabián Von Quintiero и даже Hilda Lizarazu. С первой проблемой диск столкнулся уже на стадии релиза. Последняя песня пластинки — Национальный гимн Аргентины в исполнении Чарли была даже запрещена на несколько дней, но затем суд подтвердил права Чарли на песню и разрешил её использование. Многим людям это исполнение гимна понравилось — оно было свежим, искренним, но в то же время очень уважительным к старой, классической версии.
В то время, используя кокаин и другие наркотики, Чарли мог не спать сутками, ища драгоценное «состояние альфа», как он называл тот идеальный момент, когда появляется вдохновение для написания песен. Все ночи напролёт он выступал в ночных клубах, много пил, и друзья начали волноваться за него. Он говорил о том времени: «В творческом смысле я был на высоте, как никогда. Но мой разум и моё тело не были синхронизированы, с телом была совсем другая история».
В этом же году Правительство Байреса организовало рок-фестиваль под открытым небом «Mi Buenos Aires Rock» («Мой Буэнос-Айрес-рок») на знаменитой Авениде Девятого Июля. Каждому артисту было отведено полчаса. Чарли играл более двух часов и завершил выступление Национальным гимном Аргентины.
Эти напряжённые дни закончились в июне 1991, когда Чарли стал плохо себя чувствовать и наконец понял то, что все остальные знали уже давно — ему необходим был отдых. Он отправился на загородную ферму одного пастора Карлоса Новельиса. Гарсия провёл там несколько недель, но поняв, что это, по сути, реабилитационная клиника для наркозависимых, он решил уехать и сильно поругался с Новельисом.
Во время пребывания на ферме, к Чарли пустили только его друга Педро Азнара, которые начали работать над диском «Tango 4», который проиллюстрировали рисунками Чарли, которые тот нарисовал здесь же, на ферме. После того, как Гарсия вернулся домой, к нему пришла его Zoca-Мариса, которая ещё некоторое время была его личной сиделкой. Но ещё до конца года она была утомлена поведением Чарли и снова ушла.
В декабре Чарли снова давал концерт на стадионе Ferro. На сцене он появился из машины скорой помощи в сопровождении нескольких ненастоящих «докторов». Его группу даже переименовали в «los Enfermeros» — «Врачи». Так Чарли хотел посмеяться над собственными проблемами. На этом концерте было заметно, что обычно всегда чрезвычайно худой, он набрал в весе, в результате реабилитационной терапии. Чарли Гарсия уже не был прежним, но он всё ещё был здесь.
В декабре 1992, прошлое неожиданно вернулось, и золотой состав Serú Girán воссоединился спустя 10 лет — Девид Лебон, Педро Азнар, Оскар Моро и Чарли Гарсия.
Новый альбом «Serú 92» был коммерчески успешным, хотя настоящее звучание группы имело мало общего с прежним.
Serú Girán дали два больших концерта в Ривер Плейт, самом большом в Аргентине.
Но, по словам Моро, шоу снова превратилось из концерта Serú Girán в концерт «Чарли Гарсия и его Serú Girán». Чарли «одержимый» вытеснял Чарли-артиста. Во время второго концерта он так сильно насмехался над Лебоном, что тот ушёл прямо со сцены. Азнар догнал его и уговорил закончить концерт. Всё было по-другому. Мечты тех, кто ждал возвращения великих Serú Girán, не оправдались, всё осталось так, как есть. «Конечно же, мы сделали это ради денег, а вы как думали?» — отшучивался потом Гарсия по поводу концертов.
В течение этого года состояние Чарли стало столь плачевным, что друзья убедили его мать Кармен подписать разрешение на госпитализацию её сына в клинику для борьбы с его вредными пристрастиями. Но буквально через несколько дней он сбежал из клиники и очень разозлился на мать, с которой не разговаривает до сих пор. Чарли Гарсия вернулся к своему прежнему губительному образу жизни.

### 1994—2006 «Say no More»
Не выпуская ничего уже 4 года, в 1994 году, Гарсия был готов совершить рывок с проектом La hija de «La Lágrima» (Дочь «Слезы»), который многим казался очень странным и запутанным. На обложке альбома была изображена ртутная слеза. Ходили слухи, что Чарли, проводя свои эксперименты с психотропными веществами, пытался вводить в себя ртуть. Официально, он говорил об идее альбома: «Я представлял себе целый подземный народ, который поклоняется слезе из ртути». Главным принципом в работе над альбомом была случайность, произвольность. Улицы Буэнос-Айреса были заполнены афишами: «Гений возвращается». Но новый Чарли оказался лишь тенью того, кем он был когда-то.
В 1994 году Курт Кобейн, лидер Нирваны, трагически ушёл из жизни. Будучи одним из этих поклонников, Гарсия покрасил свои волосы в цвет блонд.
В 1994 году на Чемпионате Мира по футболу в Соединённых Штатах Диего Армандо Марадона, аргентинская легенда мирового футбола, был вовлечён в допинг-скандал с ФИФА относительно проверки на эфедрин. Тест оказаляс положительным, Марадону отправили домой. Сборная проиграла два важных матча и также покинула ЧМ. Ближе к концу Чемпионата Чарли позвонил Диего и спел ему «Блюз Марадоны», песню, которую он написал футболисту. Диего очень растрогали строки «Un accidente no es pecado/y no es pecado estar así» («Несчастный случай — это не грех/И не грех находиться в таком состоянии»). И они подружились.
Два года спустя дружба оказалась под угрозой — Марадона стал лицом антинаркотической кампании «Sol Sin Drogas» («Солнце без наркотиков»). Чарли был среди тех, кто критиковал эту кампанию как неприличную, коррумпированную и показную; во время концерта он шутил, говоря: «Спорю, что наркотики без солнца лучше, чем солнце без наркотиков», за что предстал перед судьёй за пропаганду наркотиков, однако вскоре был освобождён.
В 1995 году он образовал группу для турне, где исполнял те песни, которые слушал, будучи ещё подростком, вроде «Sympathy for the devil» Роллинг Стоунз и «There’s a place» the Beatles. В группу вошли: María Gabriela Epumer, Juan Bellia, Fabián Von Quintiero, Jorge Suárez и Fernando Samalea. Все живые записи песен вышли в альбоме «Estaba en llamas cuando me acosté». В мае был записан концерт «MTV Unplugged».
«Say no more» начались в 1996 году. Жизнь Чарли была беспорядочна: наркотики, ссоры со старыми друзьями, общественные скандалы. «Say no more» стал чем-то новым для Чарли. Он говорил, что «этот альбом поймут через 20 лет». И хотя альбом был принят поклонниками сдержанно, сегодня он считается одним из шедевров музыканта.
В 1997 Гарсия записывает «Alta Fidelidad» («Высокая Точность») с Мерседес Соса. Они были знакомы с детства, и решили записать совместную работу, где Мерседес споет её любимые песни из творчества Гарсии.
В 1998 вышел «El aguante» («Выносливость»). Диск содержал кавер-версии известных песен:
«Tin Soldier» (Small Faces), «Roll over Beethoven» (Chuck Berry).
Песня, которая не была включена в альбом — «A whiter shade of pale» (Зимний оттенок бледности) группы Procol Harum. Бывшие участники этой группы не разрешили Чарли записывать песню, потому что в его версии была тонкая ссылка на кокаин — «(..)yo soy una cajita / con un polvo ya lo ves / todo parece ir conexo / con su blanca palidez(…)» — «Я маленькая коробочка / с пыльцой, как ты можешь видеть / кажется, всё сходится / с этой белой бледностью».
В феврале 1999, Гарсия закрывал бесплатный массовый рок-фестиваль «Buenos Aires Vivo III» (Живой Буэнос-Айрес III). Там он выступал для 250.000 поклонников. В июле 1999, Чарли согласился дать частный концерт в Квинта-де-Оливос (президентская резиденция) по приглашению Президента Карлоса Менема. Запись концерта была выпущена ограниченным тиражом на диске «Charly & Charly».

### 2000—2003 Maravillización
В 2000 Чарли и Нито Местре решили привести в чувство Sui Generis. Оба писали песни для диска «Sinfonías para adolescentes» («Симфонии для подростков»). Конечно, музыка не была той же, что и 25 лет назад, но все были рады возвращению легенды — Sui Generis. Этот новый период мог бы называться «новой звуковой концепцией» Чарли — Maravillización («Создание Чудес»), пришедшей на место прежней мрачной музыке Say no more.
Наконец Sui Generis выступают на Стадионе Бока Хуниорс, для 25.000 поклонников 7 декабря 2000 в течение почти 4-х часов.
Много журналисты критиковали это возвращение группы, говоря, что артисты просто решили заработать.
В течение 2001 записан последний альбом группы — «Si — Detrás de las paredes», где часть композиций записана в студии, часть — живая запись с Бока Хуниорс, а также некоторые новые версии старых песен, например «Rasguña Las Piedras» с Густаво Серати, экс-лидером группы Soda Stereo.
23 октября 2001 года Чарли исполнилось 50 лет, несмотря на прогнозы многих журналистов, которые предсказывали, что его образ жизни не позволит ему дожить до шестого десятка. Событие было отмечено в Театре Colliseum.
В 2002 выходит «Influencia» (Влияние), включающий и новые и старые песни.
Живые концерты в поддержку «Influencia» были одними из лучших концертов Чарли за уже долгое время. С очень сильной командой музыкантов (например, María Gabriela Epumer) они дали несколько больших концертов, в том числе в Luna Park Stadium, Viña del Mar (Чили) и Cosquín Rock.
При неясных обстоятельствах скоропостижно и неожиданно 31 июня 2003 от сердечного приступа умирает Мария Габриэла, «Ангелу Чарли» было всего 39 лет. Гарсия был очень потрясён её гибелью.
Наконец в октябре 2003, Чарли выпустил «Rock and Roll, Yo» («Rock and Roll, Я»), посвящённый Марии Габриэле. Его голос часто казался расстроенным, а сам диск вновь содержал множество каверов и новых версий прежних песен.

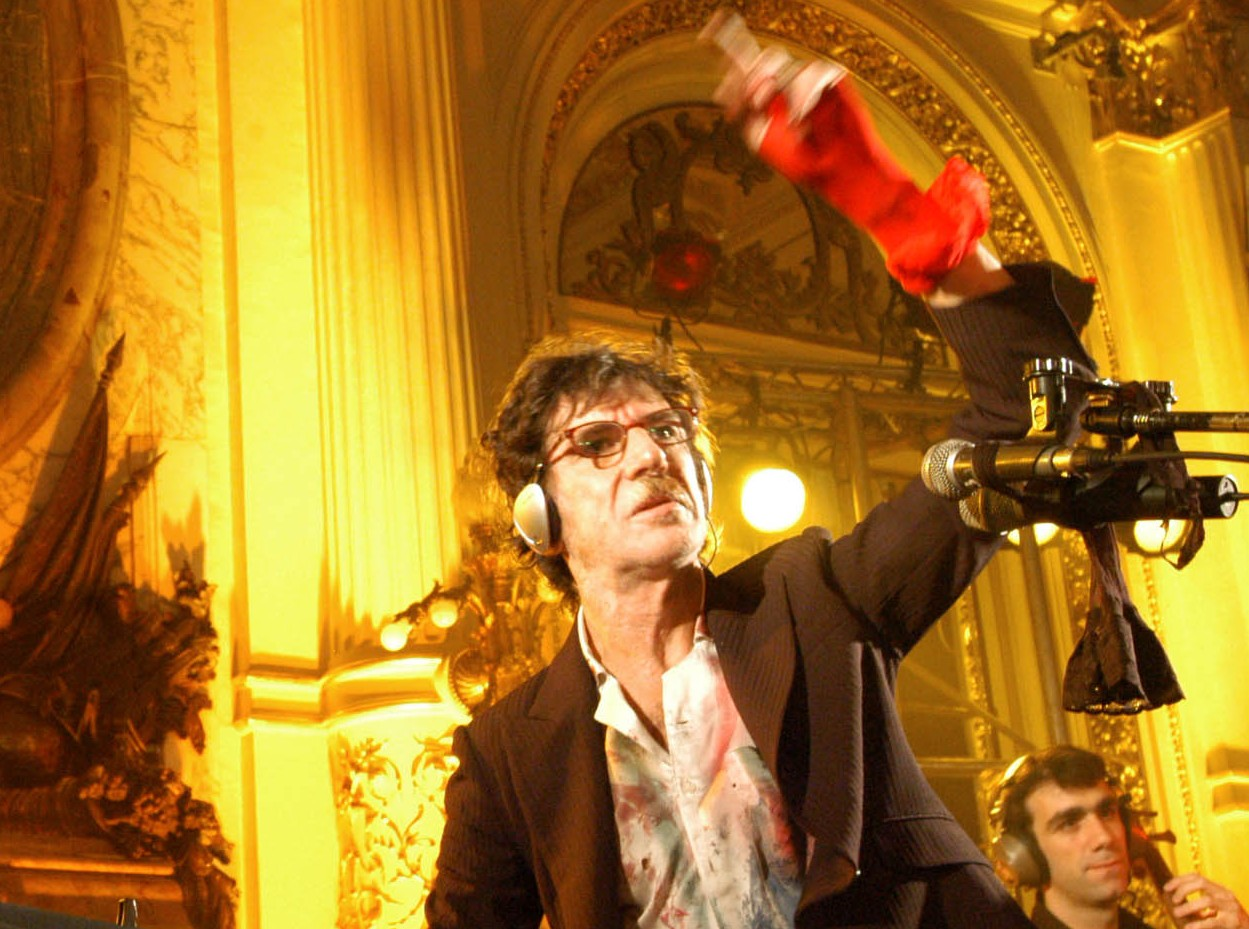
Carlos Alberto García Moreno Lange, выступление в Casa Rosada, доме правительства Аргентины

### С 2004-го года..
Некоторые из концертов Чарли были отмечены его внезапными истериками, влекшими за собой немедленное окончание концерта (Один из продюсеров даже печатал на билетах: «Мы не несём ответственность за длительность мероприятия»).
Однако, Чарли всё ещё в силе. 30 апреля 2007 он выступал на Plaza de Mayo в Буэнос-Айресе, а также даёт концерты по всей Южной Америке.
Кроме того, в 2004 он вновь выступал в Casa Rosada по приглашению бывшего Президента Нестора Киршнера.
В течение 2006 и 2007 Гарсия записывал альбом «Kill Gil» («Убить Джила»).
Оправившись от очередных проблем со здоровьем, Чарли вернулся в августе 2009 с песней «Deberías saber porque» (Вы должны знать, почему). Затем он начал турне по Перу и Чили. 23-го октября своего пятьдесят восьмого дня рождения он отметил на Velez Sarfield’s Stadium, под проливным дождём. Его последователи называют себя «Aliados» (Союзники, союзные силы) 
Турне продолжается.

### Личность и обсуждение
Имея непростой характер и собственный взгляд на вещи, Чарли находится в сложных отношениях с журналистами и общественностью. Чарли несколько обращался с иронией к своим зависимостям. Часто его сопровождают скандалы, так, некоторое время ему было запрещено приезжать в Уругвай из-за того, что он напал на папарацци, пытавшегося его сфотографировать. У Чарли были конфликты и с Колумбией, потому что он назвал её «cocalombia» (от слова «cocaína» — кокаин). В Коста-Рике, в восьмидесятых, его сольный концерт закончился стадионной дракой, когда организаторы хотели отменить концерт из-за дождя. Также, у Чарли были проблемы в Парагвае, когда он запер четырёх девушек в отеле.
В Кито он стал главным «героем» скандала, случившегося на концерте перед десятью тысячами человек. Полиция задержала аргентинского рокера в гримёрной Coliseo General Rumiñahui, где проходил концерт, больше это событие никак не комментировалось. Гарсия должен был закрыть большой «мега-концерт» на рассвете, но, начав петь песню, он удалился со сцены, попутно круша микрофоны и другое оборудование.
В ходе концерта пострадал один из его фанатов, и позже Чарли принёс ему в больницу в подарок гитару со своим автографом.
Чарли — бедствие для журналистов. Сусана Хименес (Susana Giménez) интервьюировала музыканта несколько раз, в течение одного из них, он разорвал листы бумаги, на которых (как он считал) были заготовлены вопросы к нему. В другом интервью Сусана сказала ему: «Хорошо, что ты вышел из клиники! А ты поправился» (В смысле, слегка набрал вес). На что Гарсия ответил: «Ты тоже».
Хорхе Гинсбург также интервьюировал музыканта несколько раз, некоторые из которых он запомнил надолго. Хорхе Ланата, Бруно де Оласабаль (Перу) y Хаиме Баили (Перу), Серхио Марчи, Бебе Контепоми и другие известные журналисты проводили памятные интервью с музыкантом, у которого, однако, есть и давние конфликты с некоторыми журналистами, например с Мауро Виале.
У Чарли было много конфликтов в провинции Мендоса. В 1983, на своём сольном концерте он разделся. После к его гримёрной подошёл полицейский и сказал: «Я полицейский», Чарли ответил ему: «А я чем виноват, что Вы не смогли получить образование?»
В Мендосе же, в 2002, он бросился в бассейн с девятого этажа гостиницы.
В музыкальном мире, у него серьёзно не ладятся отношения с Андресом Каламаро, несмотря на то, что до этого они много сотрудничали. Многие видят причину в связи Гарсия с бывшей женой Андреса.
В 1988, в ходе сольного концерта в Ривер, он перенервничал, сорвался и сказал Брюсу Спрингстину: «Здесь главный — я». В этот день Чарли играл вместе с Питером Гэбриэлем, Стингом, Леоном Гиеко, Брюсом Спрингстином.
На диске «Rock and Roll YO» были песни, посвящённые Флоренции, которая была подругой Чарли в пятнадцатилетнем возрасте. Родители Флоренции не позволяли ему приближаться к их дочери, и, как результат, он пишет такие песни, как например «Dileando con un alma» (точного перевода этой фразы нет, но, вероятно, в основе лежит англицизм «to deal», тогда фразу можно понять как «Сделка с душой». Однако, точной и единственно правильной версии не существует).
В течение сольного концерта в Ferro в 2004, Чарли Гарсия кричит зрителям «Та, которая говорит, что она моя дочь, — пришла или нет?».
На этом же концерте он разбил два стакана, сломал несколько инструментов, хотел сжечь рояль, но дождь не позволил ему этого сделать.
Все странности звезды его «Союзные Силы» чаще всего объясняют так: «Чарли есть Чарли. Он гений. Он Бог».

## Его группы
| Sui Géneris (Первый этап: 1967—1971)                        | - Charly García — вокал, фортепиано, клавишные, гитара - Nito Mestre — вокал, гитара, флейта - Carlos Piégari — гитара, бэк-вокал - Alejandro «Pipi» Correa — электрическая бас-гитара - Paco Pratti — ударные | Sui Géneris (Второй этап: 1972—1973) | - Charly García — вокал, фортепиано - Nito Mestre вокал, гитара, флейта Помогающие музыканты: - Paco Pratti — ударные - Alejandro Correa — электрическая бас-гитара Приглашённые музыканты: - David Lebón — электрическая гитара - Juan Rodríguez — ударные |
| Sui Géneris (Третий этап: 1974)                             | - Charly García — вокал, фортепиано, Fender Rhodes, Mini Moog, ARP Strings, клавинет - Nito Mestre — вокал, гитара, флейта - Rinaldo Raffanelli — бас-гитара, гитара - Juan Rodríguez — ударные Приглашённые музыканты: - David Lebón — электрическая гитара |                                      | |
| Porsuigieco (1975)                                          | - Charly García: электрическая гитара, акустическая гитара, бас-гитара Moog, акустическая бас-гитара, фортепиано, Wurlitzer, клавинет, Moog, меллотрон, вокал. - León Gieco: акустическая гитара, Pandereta, губная гармошка, вокал. - María Rosa Yorio: вокал. - Nito Mestre: акустическая гитара, поперечная флейта, вокал. - Raúl Porchetto: акустическая гитара, электрическая гитара и вокал. |                                      | |
| La Máquina de Hacer Pájaros (Первый этап: 1976)             | - Charly García — вокал, синтезаторы, Minimoog, ARP Strings - José Luis Fernández — электрическая бас-гитара - Oscar Moro — ударные - Ana María Quataro — бэк-вокал - Héctor Dengis — бэк-вокал |                                      | |
| La Máquina de Hacer Pájaros (Второй этап: 1976)             | - Charly García — вокал, акустическое фортепиано, Fender Rhodes, клавинет, Minimoog, ARP Strings - José Luis Fernández — электрическая бас-гитара, вокал, бэк-вокал - Oscar Moro — ударные - Gustavo Bazterrica — электрическая гитара, вокал, бэк-вокал - Carlos Cutaia — Орган Хаммонда, меллотрон, клавинет, акустическое фортепиано                                                            |                                      | |
| La Máquina de Hacer Pájaros (Третий этап: (1976—1977)       | - Charly García — вокал, акустическое фортепиано, Fender Rhodes, клавинет, Minimoog, ARP Strings - José Luis Fernández — электрическая бас-гитара, вокал, бэк-вокал - Oscar Moro — ударные - Gustavo Bazterrica — электрическая гитара, вокал, бэк-вокал - Carlos Cutaia — Орган Хаммонда, Mellotron, клавинет, акустическое фортепиано                                                            |                                      | |
| La Máquina de Hacer Pájaros (Четвёртый этап: середина 1977) | - Charly García — вокал, акустическое фортепиано, Fender Rhodes, клавинет, Minimoog, ARP Strings - José Luis Fernández — электрическая бас-гитара, вокал, бэк-вокал - Oscar Moro — ударные - Alejandro «Golo» Cavotti — электрическая гитара - Carlos Cutaia — Орган Хаммонда, Mellotron, клавинет, акустическое фортепиано                                                                        |                                      | |
| Billy Bond and the Jets (1978)                              | - Charly García - Billy Bond - David Lebón - Pedro Aznar - Oscar Moro - и другие |                                      | |
| Serú Girán (1978—1982)                                      | - Charly García: фортепиано, гитара, вокал и др. - David Lebón: гитара, вокал, и др. - Pedro Aznar: бас-гитара, вокал, гитара, клавишные - Oscar Moro: ударные |                                      | |

## Дискография
| Альбом                                          | Группа                                      | Год  | Запись                                                                  |
| ----------------------------------------------- | ------------------------------------------- | ---- | ----------------------------------------------------------------------- |
| Vida                                            | Sui Generis                                 | 1972 | Студийная                                                               |
| Confesiones de invierno                         | Sui Generis                                 | 1973 | Студийная                                                               |
| Pequeñas anécdotas sobre las instituciones      | Sui Generis                                 | 1974 | Студийная                                                               |
| Alto en la torre                                | Sui Generis                                 | 1974 | Сингл                                                                   |
| Adiós Sui Géneris                               | Sui Generis                                 | 1975 | Фильм                                                                   |
| Adiós Sui Géneris, Parte I                      | Sui Generis                                 | 1975 | Живая запись                                                            |
| Adiós Sui Géneris, Parte II                     | Sui Generis                                 | 1975 | Живая запись                                                            |
| Adiós Sui Generis, Parte III                    | Sui Generis                                 | 1975 | Живая запись (издана в 1995)                                            |
| Ha Sido                                         | Sui Generis                                 | 1975 | Незаконченный диск (никогда не издавался)                               |
| Porsuigieco                                     | PorSuiGieco                                 | 1976 | Студийная                                                               |
| La Máquina de Hacer Pájaros                     | La Máquina de Hacer Pájaros                 | 1976 | Студийная                                                               |
| Películas                                       | La Máquina de Hacer Pájaros                 | 1977 | Студийная                                                               |
| Música del alma                                 | Charly García                               | 1977 | Живая запись (издана в 1980)                                            |
| Billy Bond and the Jets                         | Billy Bond and the Jets                     | 1978 | Студийная                                                               |
| Serú Girán                                      | Serú Girán                                  | 1978 | Студийная                                                               |
| La grasa de las capitales                       | Serú Girán                                  | 1979 | Студийная                                                               |
| Bicicleta                                       | Serú Girán                                  | 1980 | Студийная                                                               |
| Pic Nic (álbum)                                 | Serú Girán                                  | 1980 | Студийная (издана в 1994)                                               |
| Yo no quiero volverme tan loco                  | Serú Girán                                  | 1981 | Живая запись (двойной диск, издан в 2000)                               |
| Peperina                                        | Serú Girán                                  | 1981 | Студийная                                                               |
| No llores por mí, Argentina                     | Serú Girán                                  | 1982 | Живая запись                                                            |
| Pubis angelical                                 | Charly García                               | 1982 | Студийная                                                               |
| Yendo de la cama al living                      | Charly García                               | 1982 | Студийная                                                               |
| Clics modernos                                  | Charly García                               | 1983 | Студийная                                                               |
| Piano bar                                       | Charly García                               | 1984 | Студийная                                                               |
| Terapia intensiva                               | Charly García                               | 1984 | Banda de Sonido                                                         |
| Spinetta/García                                 | Charly García / Luis Alberto Spinetta       | 1985 | Демо                                                                    |
| Tango                                           | Charly García / Pedro Aznar                 | 1985 | Студийная                                                               |
| Grandes éxitos                                  | Charly García                               | 1985 | компиляция                                                              |
| Parte de la religión                            | Charly García                               | 1987 | Студийная                                                               |
| Lo que vendrá                                   | Charly García                               | 1988 | Banda de Sonido                                                         |
| Reunión secreta en TMA                          | Serú Girán                                  | 1988 | импровизация в студии звукозаписи (не официальная)                      |
| Cómo conseguir chicas                           | Charly García                               | 1988 | Студийная (издана в 1989)                                               |
| Filosofía barata y zapatos de goma              | Charly García                               | 1990 | Студийная                                                               |
| 12 años                                         | Charly García                               | 1991 | компиляция                                                              |
| Radio Pinti                                     | Charly García / Pedro Aznar / Enrique Pinti | 1991 | Студийная                                                               |
| Tango 4                                         | Charly García / Pedro Aznar                 | 1991 | Студийная                                                               |
| Serú '92                                        | Serú Girán                                  | 1992 | Студийная                                                               |
| En vivo                                         | Serú Girán                                  | 1993 | Живая запись (двойной диск, запсианный в ходе концертов в Ривер в 1992) |
| Funes, un gran amor                             | Charly García                               | 1993 | Banda de Sonido (не официальная)                                        |
| 87-93                                           | Charly García                               | 1993 | компиляция, сборник                                                     |
| La hija de la lágrima                           | Charly García                               | 1994 | Студийная                                                               |
| Oro                                             | Charly García                               | 1994 | компиляция                                                              |
| Oro II                                          | Charly García                               | 1995 | компиляция                                                              |
| Antología (álbum)                               | Sui Generis                                 | 1995 | Компиляция, включающая не издававшиеся ранее песни                      |
| Estaba en llamas cuando me acosté               | Casandra Lange                              | 1995 | Студийная                                                               |
| Hello! MTV Unplugged                            | Charly García                               | 1995 | Живая запись                                                            |
| Oro (Serú Giran)                                | Serú Girán                                  | 1995 | компиляция                                                              |
| El álbum                                        | Serú Girán                                  | 1996 | компиляция                                                              |
| Say no more                                     | Charly García                               | 1996 | Студийная                                                               |
| Cerebrus                                        | Charly García/Pipo Cipolatti                | 1997 | Студийная (неизданный диск, темы доступны лишь в сети Интернет)         |
| Alta fidelidad                                  | Charly GarcíaMercedes Sosa                  | 1997 | Студийная                                                               |
| El aguante                                      | Charly García                               | 1998 | Студийная                                                               |
| Obras Cumbres                                   | Charly García                               | 1999 | компиляция                                                              |
| Demasiado ego                                   | Charly García                               | 1999 | Живая запись (выступление записано перед 300.000 человек)               |
| Charly & Charly                                 | Charly García                               | 1999 | Живая запись (Ограниченное издание)                                     |
| Viernes 3 a.m                                   | Serú Girán                                  | 2000 | компиляция                                                              |
| Sinfonías para adolescentes                     | Sui Generis                                 | 2000 | Студийная                                                               |
| Si - Detrás de las paredes                      | Sui Generis                                 | 2001 | Часть записана в студии, часть — живая запись                           |
| Say no more 50 aniversario                      | Charly García                               | 2001 | DVD                                                                     |
| Influencia                                      | Charly García                               | 2002 | Студийная                                                               |
| Rock and roll yo                                | Charly García                               | 2003 | Студийная                                                               |
| Música en el Salón Blanco                       | Charly García                               | 2005 | DVD                                                                     |
| Kill Gil                                        | Charly García                               | 2007 | Студийная (диск не издан, в Интернете существуют демоверсии композиций) |
| Deberías saber porqué                           | Charly García                               | 2009 | Краткая презентация                                                     |
| García, el más grande                           | Charly García                               | 2009 | компиляция                                                              |
| Say No More Impermeable, un regreso subacuático | Charly García                               | 2009 | DVD (18/12 издана запись концерта в Vélez от 23/10/09)                  |

## Совместные работы
| Альбом                             | Артист                 | Год  |
| ---------------------------------- | ---------------------- | ---- |
| Cristo — Rock                      | Raúl Porchetto         | 1972 |
| David Lebón                        | David Lebón            | 1973 |
| Volumen 4                          | Billy Bond             | 1974 |
| El fantasma de Canterville (álbum) | León Gieco             | 1976 |
| Tercer Milenio                     | Orion's Beethoven      | 1977 |
| 20/10                              | Nito Mestre            | 1981 |
| Los Abuelos de la Nada             | Los Abuelos de la Nada | 1982 |
| Muchas cosas                       | Edu y El Pollo         | 1983 |
| Moro — Satragni                    | Moro-Satragni          | 1983 |
| Hotel Calamaro                     | Andrés Calamaro        | 1984 |
| Detectives                         | Fabiana Cantilo        | 1985 |
| Celeste y la Generación            | Celeste Carballo       | 1986 |
| Tercer mundo                       | Fito Páez              | 1990 |
| El amor después del amor           | Fito Páez              | 1992 |
| Chocolate inglés                   | Celeste Carballo       | 1993 |
| Yo, mi, me, contigo                | Joaquín Sabina         | 1996 |
| MTV Unplugged                      | Los Ratones Paranoicos | 1998 |
| Siempre libre                      | Turf                   | 1999 |
| Perfume                            | María Gabriela Epumer  | 2000 |
| Celesteacústica                    | Celeste Carballo       | 2001 |
| Yo lo soñé                         | David Lebón            | 2002 |
| Siempre es hoy                     | Gustavo Cerati         | 2002 |
| Naturaleza sangre                  | Fito Páez              | 2003 |
| Homenaje A Los Beatles             | Los Durabeat           | 2005 |
| Hormonal                           | Hilda Lizarazu         | 2007 |
| Cantora II                         | Mercedes Sosa          | 2009 |

## DVD
- Adiós Sui Géneris
- Charly García
- Clics Modernos
- Say no more 50 aniversario
- 50 años — Vivo en el Teatro Coliseo
- Música en el Salón Blanco
- Say No More Impermeable, el regreso subacuático